# Miguel del Moral
Miguel del Moral (Córdoba, 1917 - 1998) fue un pintor español.

## Biografía
Estudió en la Escuela de Artes de Córdoba. Se trasladó a Madrid, donde publicó ilustraciones en El Español, La Estafeta Literaria, y Fantasía.
Tras la Guerra Civil, fundó con un grupo de poetas y pintores cordobeses el Grupo Cántico en torno a la revista del mismo nombre (1947), que se convirtió en un foco de renovación estética de la posguerra. El ángel del sur, ilustración de la portada del primer número, fue obra suya. En 1949 realizó su primera exposición individual.
En 1951 es premiado en el Círculo de Bellas Artes de Madrid y en la Exposición de Arte Taurino Hispano Americano; y en 1954 en la Diputación Provincial de Córdoba.
Falleció el 1998, siendo uno de los pintores más importante de esta ciudad después de la Guerra Civil.